# الانتخابات التشريعية الإسرائيلية 1949

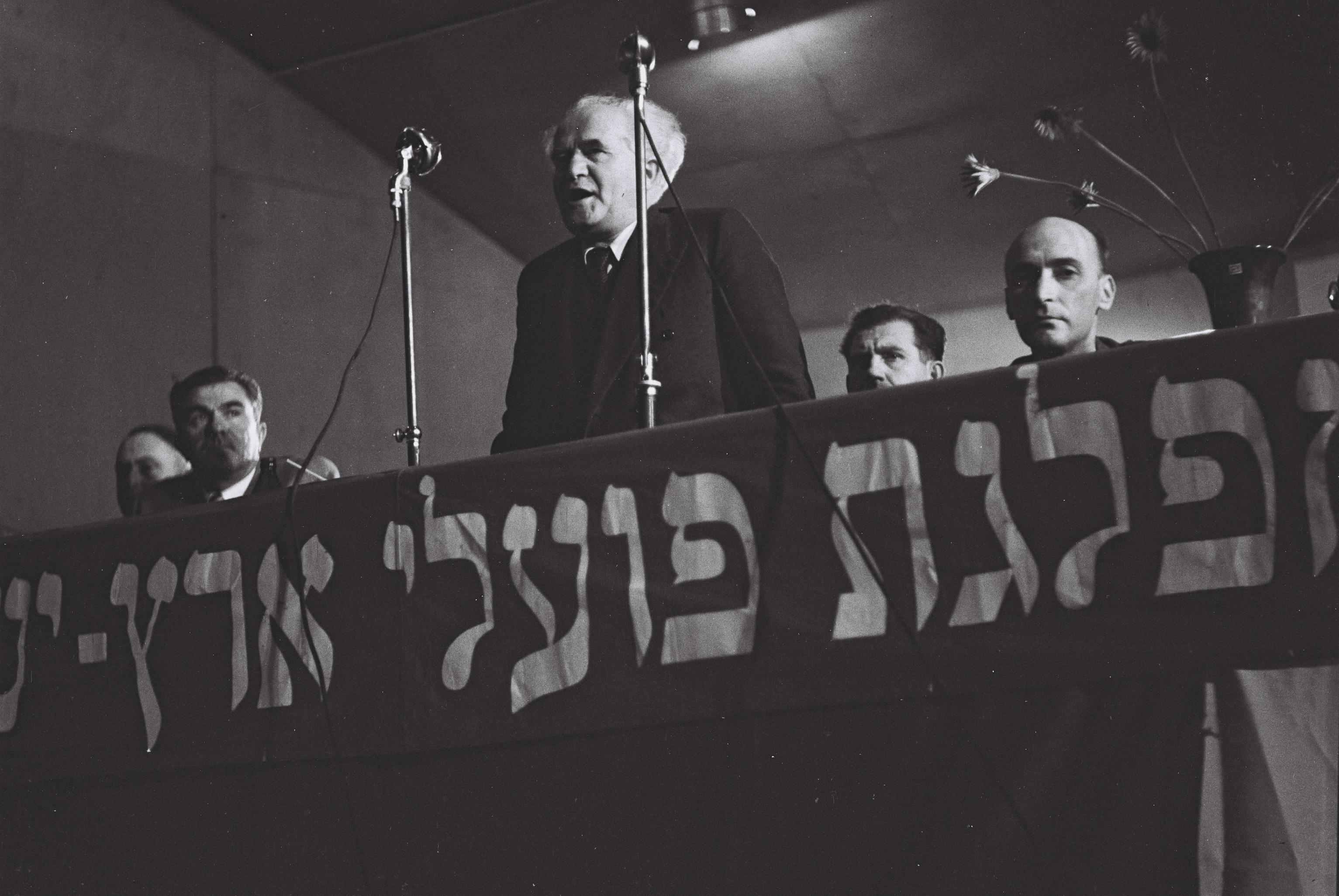
دافيد بن غوريون وهو يقود الحملة الانتخابية لحزبه ماباي قبيل الانتخابات، 20 يناير 1949

أجريت انتخابات المجلس التأسيسي في إسرائيل الوليدة حديثاً في 25 يناير 1949. وكان إقبال الناخبين 86.9 في المائة. بعد يومين من أول اجتماع لها في 14 فبراير 1949، صوت المشرعين لتغيير اسم الهيئة إلى الكنيست. (بالعبري: כנסת، تترجم إلى جمعية أو مجلس). وتعرف اليوم الانتخابات باسم الكنيست الأولى.
وفي أغسطس/آب 1951، بدأت دورة الكنيست الثانية واستمرت لمدة أربع سنوات، تعاقبت خلالها على إدارة الحكم أربع حكومات.

## النظام الانتخابي
منذ عام 1949 اعتمد النظام الانتخابي على نظام التمثيل النسبي بمعني ان توزيع المقاعد (120 مقعدًا) في الكنيست يكون بالتناسـب مـع النسبة المئوية التي يحصل عليه كل حزب من مجموع الأصوات وعندما يحصل الحزب على حصة من مقاعد الكنيست بناءً على عدد الأصوات التي تحصل عليها، لابد أن يستوفي الحد الأدنى من الأصوات، والمعروف باسم «نسبة الحسم» وهي النسبة المئوية للأصوات التي يجب أن يحصل عليها الحزب بموجب القانون من أجل الحصول على مقعد في الهيئة التشريعية.

## العرب في انتخابات عام 1949
شارك ممثلون عرب في الكنيست الأول عام 1949، عنهم سيف الدين الزعبي وأمين جرجورة من حزب "التكتل الديمقراطي في الناصرة" وكان عضو الكنيست الثالث توفيق طوبي من الحزب الشيوعي.

## روابط خارجية
- لمحة تاريخية عن الكنيست الأولى موقع الكنيست (بالعربية)
- الكنيست الأولى - تركيب الكتل وتركيب الحكومات موقع الكنيست (بالعربية)